# 安托諾夫An-225運輸機
安托諾夫An-225「夢想」運輸機（简称安-225，羅馬化：Antonov An-225 "Mriia"；北約代號：Cossack“哥薩克”）是一架離陸重量超過640噸的超大型運輸機，也是目前全世界機身最長、承載重量最大的飛機。安-225由蘇聯時代的烏克蘭安托諾夫設計局組織開發，首度試飛於1988年12月21日，不僅是蘇聯太空計劃用以設備運載的重要工具，也是安托諾夫主導的工業設計傑作之一。
2022年2月27日，乌克兰国防工业公司在推特上发布消息称，停放于基辅市郊霍斯托梅的安东诺夫机场的安-225在2022年俄羅斯入侵烏克蘭期间爆发的安东诺夫机场争夺战中被炮火摧毁，同时乌克兰官方承諾將重建飛機。同月28日，该公司表示，修复这架运输机将耗资超过30亿美元且至少需要5年以上时间。3月4日，俄罗斯最大媒体之一的第一頻道进入安托諾夫機場进行采访，证实安-225被摧毁，報道畫面顯示其机身已经被严重损坏。

## 歷史

### 蘇聯時期
安-225是蘇聯在1985年春季時，因應當時蘇聯的暴風雪號（ / Buran）航天飛機與其他火箭設備之運輸需求而開始設計。由於開發時間非常短，安-225的大部分概念都是來自蘇聯另外一架大型運輸機安-124，以後者為基礎，延長其機身，為了背負暴風雪號避開在飛行過程中太空梭後方所產生的亂流，因此安-124原本的單垂直尾翼設計被兩個位於水尾翼末端的對稱式垂直尾翼給取代，變成一個由正前方看去是「H」字形的機尾。除此之外，為了提供足夠的推力，安-124原本所搭載的四具進步設計局D-18T高旁通比渦扇發動機也被增加到六具之多，而全機結構也根據尺碼與重量的增加而進行適當的強化。
安-225的一號原型機是在1988年11月30日完工出廠，並於12月21日在基輔進行第一次試飛，1989年5月12日時它首次完成暴風雪號的背負飛行。但由於當時蘇聯的經濟已經惡化到不足以支持昂貴的太空計劃，因此暴風雪計劃在實際發射成功一次之後就被迫中止，而專門為了太空計劃而設計建造的安-225自然失去了存在的意義，連正在建造中的二號機也在半途叫停，使得只真正背負暴風雪號飛行了一次的一號機，成為碩果僅存的一架安-225實機。

### 烏克蘭独立后
蘇聯解體之後，安-225由獨立後的烏克蘭當局接管，但由於該國的經濟狀況不佳無力操作安-225，因此一號機從1994年5月以後就被存放在工廠的一角，機上許多主要零件也被拆下作為安-124與安-70的備用零件，實際上等於是已經處於不能飛行的報廢狀態。1998年安托諾夫嘗試繼續建造施工一半的二號原型機，1999年起該公司展開一個新的計劃，將旗下擁有的安-124機隊開放出租給西方國家作為超大型貨物的運輸用途，由於在籌載能力的方面世界上能與安-124匹敵的只有美國空軍所操作、純軍用的C-5「銀河式」運輸機，因此安-124成為世界上唯一可讓民間租用的超大型貨運用機，而使得這種包機性質的經營方式大大成功。
因為安-124成功民用化而恢復信心，安托諾夫於是將目光又轉回曾經一度中斷的安-225身上，在經過1年左右的改裝與機身強化之後，安-225換上先進的西方航電設備，於2001年上半年起開始安排重飛，更在當年6月的法國巴黎航空展中再度亮相。此機偶爾會負擔橫跨大西洋航線的貨運飛行任務。安托諾夫正在積極進行二號原型機的建造，並且檢討進一步大量生產作為超大型民用運輸機的可行性，而原本23,400公斤推力等級的乌克兰製引擎，也可能會換成西方民航界使用、推力更大的勞斯萊斯遄達892型（41,414公斤推力）或普惠PW4098型（44,453公斤推力）渦扇發動機。
安-225自2018年10月至2020年3月进行了技术升级，其后于2020年3月25日开始恢复飞行。2020年4月12日起，因应2019冠状病毒病疫情国际援助的需要，多个国家先后租用安-225赴中国天津运输口罩、防护服等防疫物资；2021年11月1日，安-225抵達馬來西亞，降落於沙巴亞庇國際機場，其龐大體型令途徑人士目瞪口呆。

## 毀壞

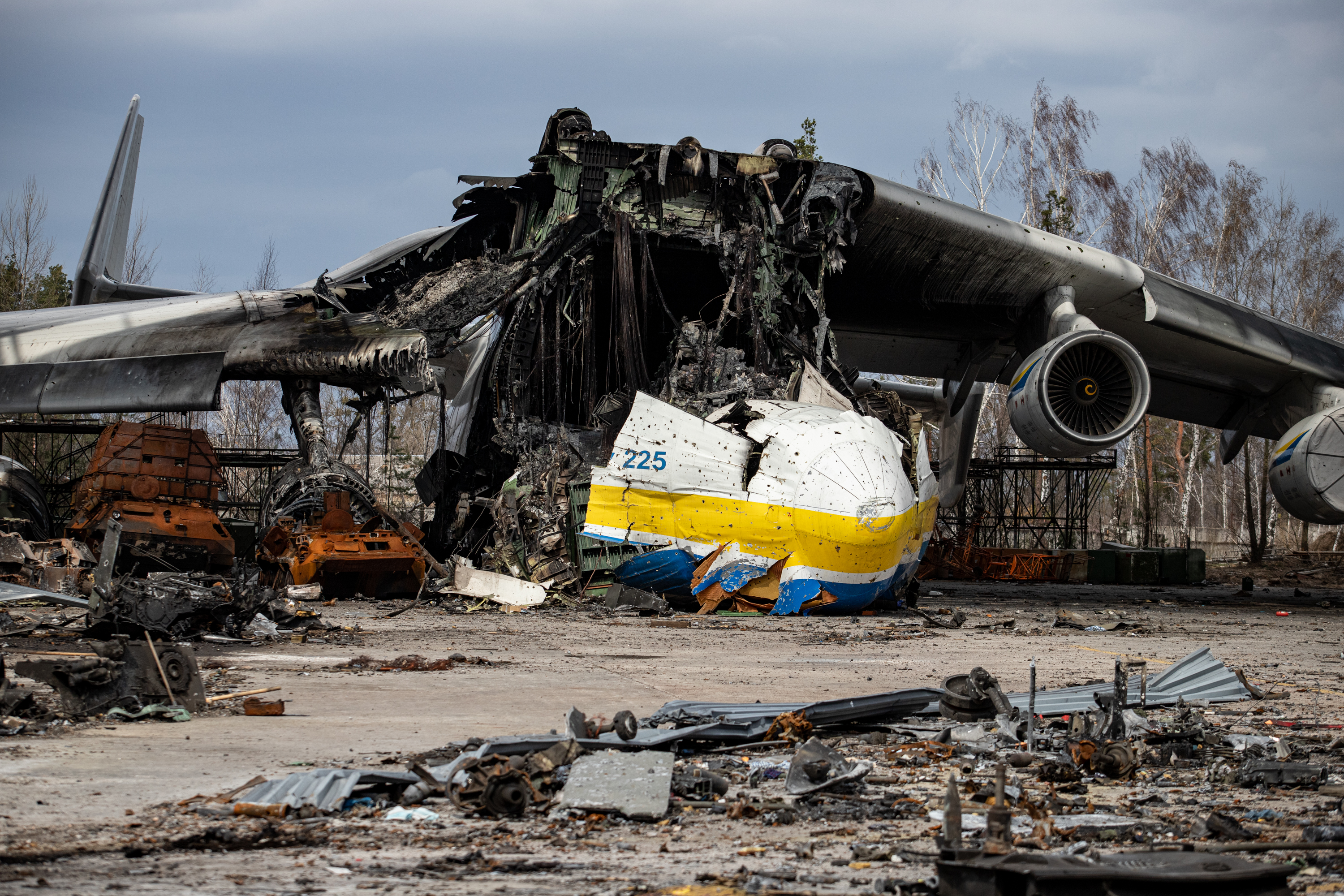
烏克蘭電視台在2022年3月4日拍攝的安-225殘骸狀況，可見機頭已被徹底炸斷，右機翼部分嚴重變形

在2022年2月24日爆发的俄羅斯入侵烏克蘭战争期間，曾一度傳出安-225已經被摧毁以及安托諾夫機場已被俄軍佔領的消息。其後，有安-225的首席飛行員在社交媒體Facebook證實，机场确已被俄军占领，但飞机并未被摧毁。而在當日晚間烏軍夺回安托諾夫機場，但在次日上午機場又被俄軍佔領。2月27日，坊間再次傳出有烏軍用航拍機在高空拍攝，途中發現一架外型貌似安-225的飛機停放在安托諾夫機場正在著火當中，其維修棚破了一個大洞，疑似從上方被彈藥擊中。然而安托諾夫公司無法證實這則消息。同日，烏克蘭外交部長證實安-225已被毀。乌克兰国防工业集团表示将會重建该机，並将全力谋求确保由俄方赔偿预计超過30亿美元的重建费用。
2022年烏克蘭獨立日總統澤倫斯基的演說影片以特效重現的安-225在天空飛翔作結。

## 設計與性能

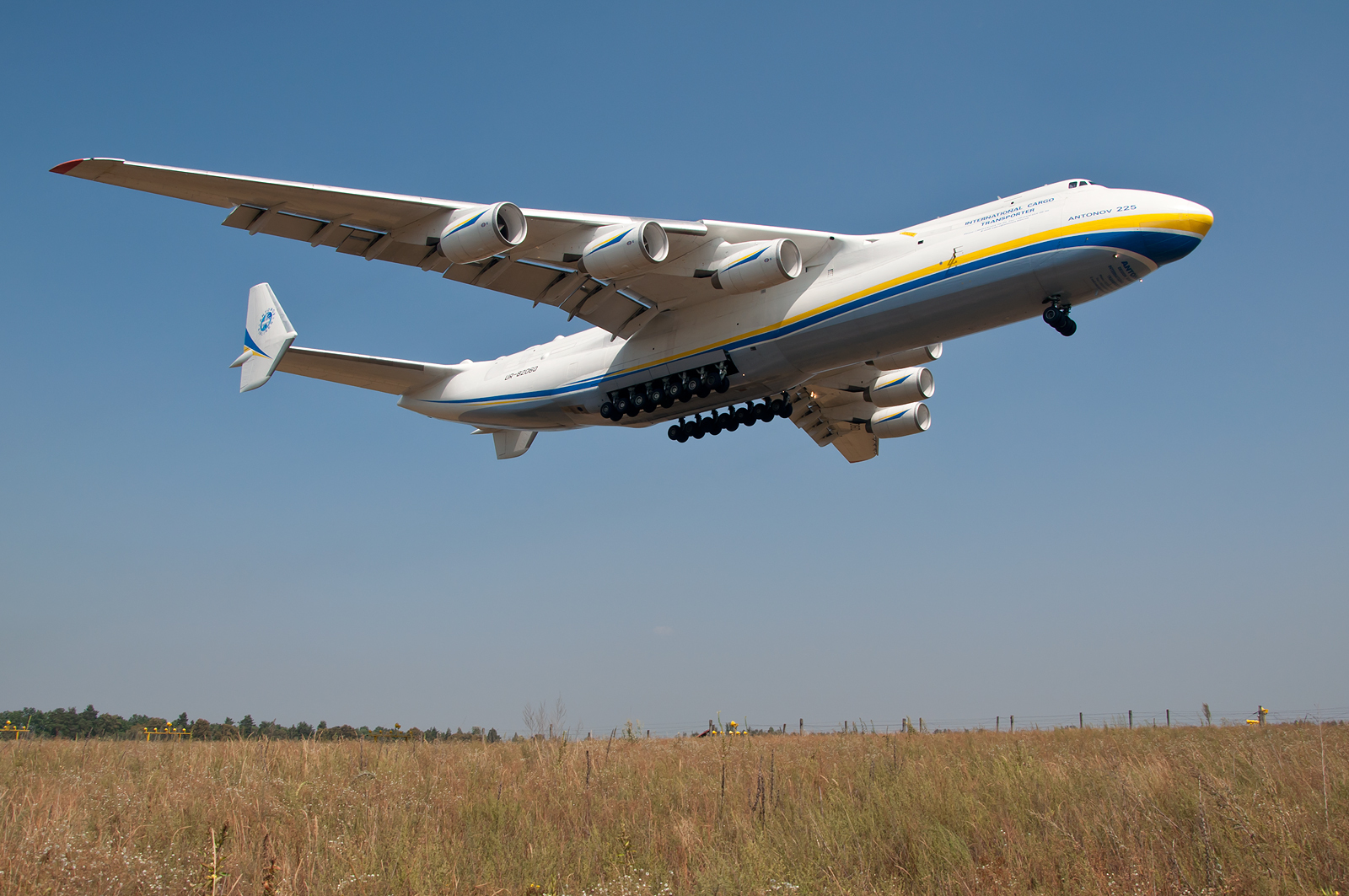
起落架全開

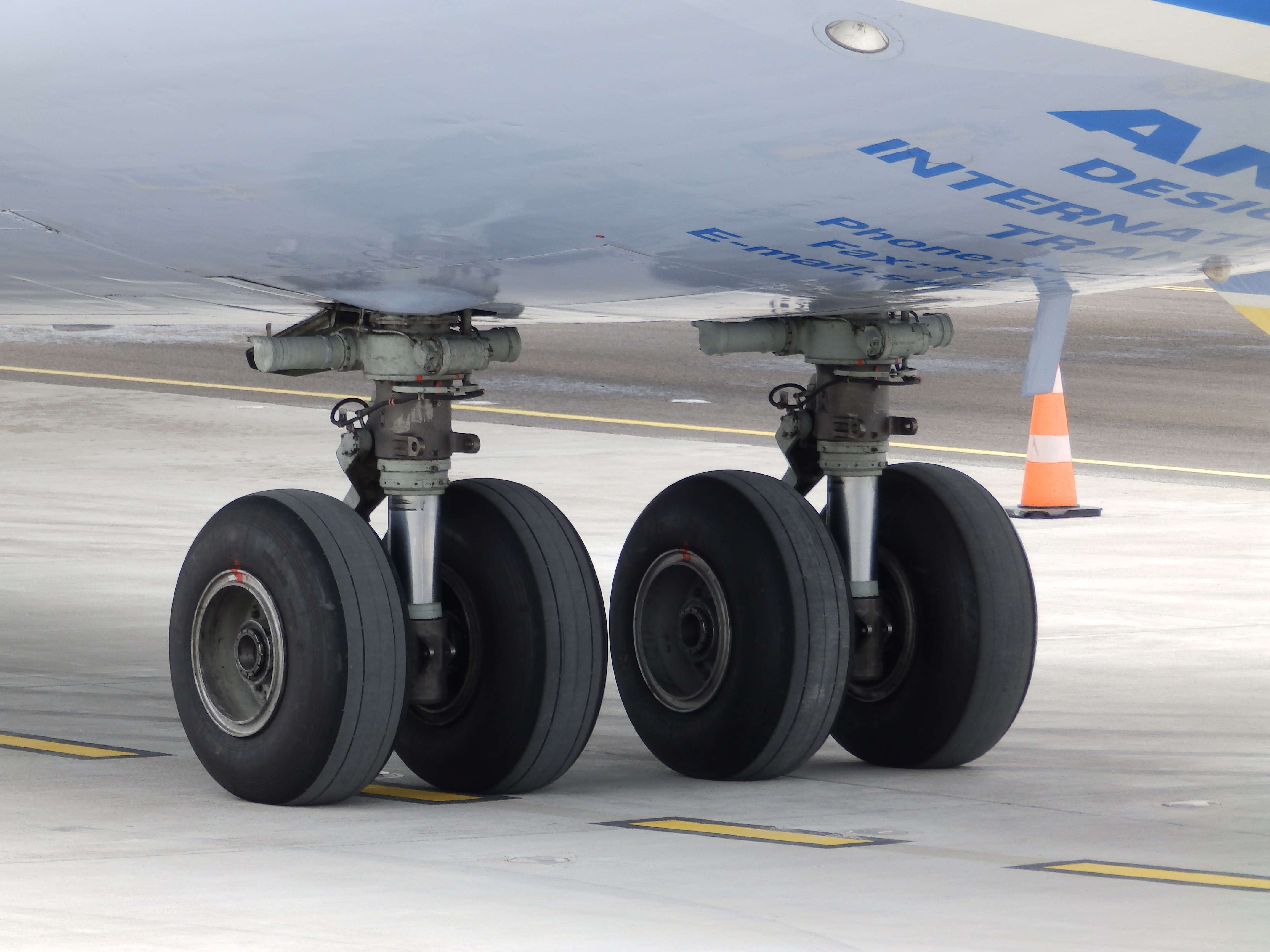
雙排前起落架

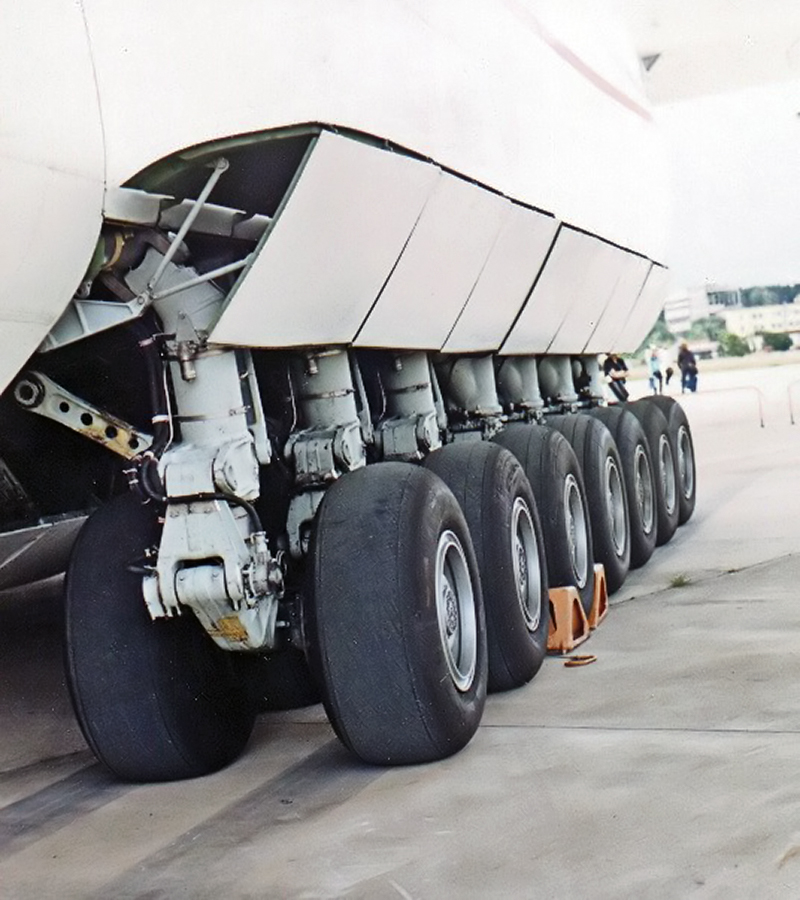
機腹起落架

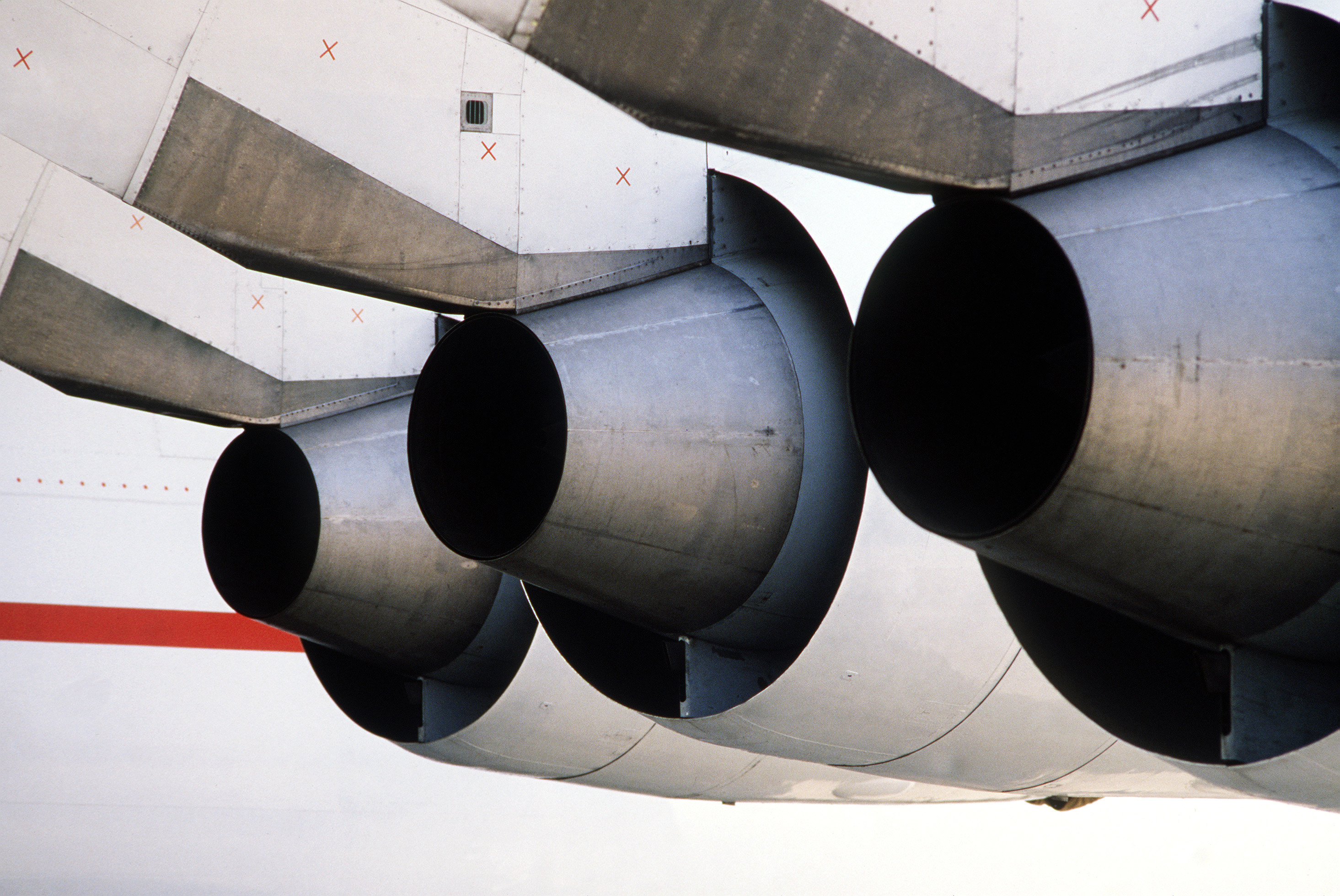
引擎噴射口

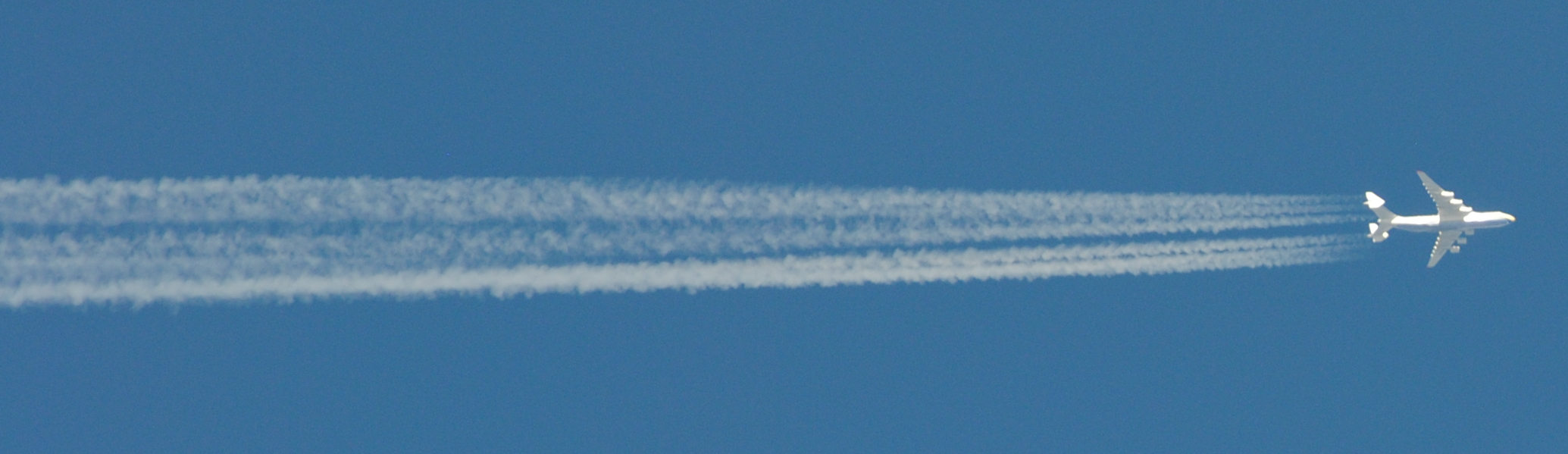
在高空時，安-225具有獨特的六重蒸氣軌跡。（攝於2020年8月2日伯明罕上空）

如同大部分蘇聯系統大型飛行機的慣例，安-225使用的是適合高酬載量用途的肩扛式機翼設計，兩主翼下掛總共六具的大型發動機。操作介面上，安-225採用四重線傳飛控設計，還附有電子系統出問題時可以緊急使用的機械式備援系統。安-225機身全長84公尺，是史上最長的飛機，比目前最長的商用客機747-8型更要長7.4公尺。而她的主翼翼展為88.74公尺，雖然這數字比人類有史以來曾經製造過翼展最寬的飛行器，美國飛行大亨霍華德·休斯的休斯H-4大力士飛船「云杉之鵝」（H-4 Hercules "Spruce Goose"）短一些，但因為云杉之鵝從來沒有真的「飛起」過（它實際上只飛離了水面約20公尺，在這種高度表現下其只被視為是一種翼地效應機），因此安-225曾為世界上翼展第最寬的飛機，該紀錄於2019年已被縮尺複合體平流層發射雙體飛機超越。
安-225當初是為了作為運輸火箭用途而設計的貨艙形狀非常平整，整個貨艙全長43.51公尺，最大寬度6.68公尺，貨艙底板寬度6.40公尺，最大高度4.39公尺。為了方便巨大貨物進出，An-225與大部分大型貨機一樣，採用機首可以上掀打開的「掀罩式」機首，並把駕駛艙設在主甲板上方的二樓處，在貨艙內還裝設了起重機。不過與安-124不同的是，安-225的機尾處沒有可以打開兼作卸貨坡道用的尾門。安-225一共需要六名機組人員來操作，分別是正副駕駛各一名，兩名工程官，兩名積載官，在駕駛艙後方有一個小型的客艙，可以乘坐60至70個乘客。不過以安-225的巨大機艙容積，如果轉用做為客機，初步估計它可能可以同時容納得下1,500到2,000名乘客。
重量與體積驚人的安-225，起落架也非常華麗：鼻輪是由兩對複輪一共4個輪胎組成，而腹輪部份則是前後七組複輪左右共兩排，因此總共有32個輪胎，全都是以油壓方式上下，其中前輪具有轉向作用以提升飛機在地面滑行時的機動性。
安-225的酬載重量原廠公佈是250噸，但一般認為，安-225至少有超過300噸的酬載能力，其中貨物不是只可放在機身內的貨艙中，安-225原本為了背負暴風雪號太空梭所設計的機背貨架，也擁有載運250噸重物體的能力。相比之下，美國空軍所擁有最大型的軍用運輸機C-5也不過只有118噸的額定酬載能力，縱使連安托諾夫自家招牌的安-124，也不過是150噸的水準而已。除了一般所注目的酬載能力外，安-225因為機身龐大，所能攜帶的油料也相對地更多，因此擁有超長的續航能力，縱使在全負載的情況下仍能持續飛行1,350海里（約2,500公里）的距離。事實上，安-225是（Fédération Aéronautique Internationale，FAI）在2004年11月新制定的世界紀錄標準中，長程飛行的荷重紀錄保持者，握有多項離陸重量300噸以上等級機種的世界紀錄。

## 二號機現況
2006年9月，安東諾夫設計局決定制造另一架安-225，原定于2008年完成，但被延遲。
2009年8月，因二號機組未完工而被迫放棄。目前大約有60－70%的機組已經組裝完畢，據消息稱需要追加30億美元才能完成。即使計劃被迫中止，飛機本身也沒有被拆除，未完成的機組保存在基輔工廠的機庫中。
2022年2月24日爆發的2022年俄羅斯入侵烏克蘭期間，因安-225毀於安托諾夫機場爭奪戰的炮火之中，烏克蘭國防工業集團宣稱將啟用安-225的重建計畫，並計畫將二號機的機身投入安-225的重建計畫中。

## 詳細規格

一些大型飞機的比較：
休斯H-4大力神
安-225运输机
空中巴士A380-800
波音747-8
平流層發射飛機

参考资料：，等等。
基本信息
- 机组：6
- 容量：253,820（559,580磅）
- 長度：84米（275英尺7英寸）
- 翼展：88.4米（290英尺0英寸）
- 高度：18.1米（59英尺5英寸）
- 机翼面积：905平方（9,740平方英尺）
- 展弦比：8.6
- 空重：285,000（628,317磅）
- 最大起飛重量：640,000（1,410,958磅）
- 燃料容量：超过300,000千克[17]
- 貨艙容積：1,300 m3（46,000 cu ft），長43.35米（142.2英尺） × 寬6.4米（21英尺） × 高4.4米（14英尺）
- 发动机：6台D-18T渦輪扇發動機，每台229.5千牛頓（51,600磅力）推力

性能
- 最大速度：850每小時（528英里每小時；459節）
- 巡航速度：800每小時（497英里每小時；432節）
- 航程：15,400（9,569英里；8,315海里）以最大燃油為準。4,000公里（2,500英里）以有效載荷200噸為準。
- 升限：11,000（36,000英尺）
- 翼载：662.9每平方（135.8磅每平方英尺）
- 推重比：0.234

## 流行文化
在2009年11月13日上演的災難電影中，劇組以安-225為原型，用特效製作虛構了一架世界最大的運輸機「安-500」及其後艙門開啟的場景，而畫面中的機身則標示了「Antonov 500」的字樣。

## 圖集
- 1989年6月，參加巴黎國際航空太空展並搭載著暴風雪號航天飛機的安-225運輸機。
- 1990年，參加范堡罗航展並進行空中表演的安-225。
- 2006年10月，停泊在英國曼徹斯特機場的安-225。
- 2010年4月，從德國漢堡機場起飛的安-225，當時其機身塗裝已改為民用版樣式。
- 2012年1月，停泊在瑞典阿蘭達機場的安-225。
- 2020年4月，在天津濱海國際機場等待起飛的安-225。
- 烏克蘭1996年為紀念安托諾夫誕辰100週年而發行的特別郵票上的安-225及暴風雪號（1980年代）。
- 烏克蘭2002年發行的「烏克蘭飛機」系列（2002-2018）紀念銀幣中，面值5格及20格背面上的安-225。

## 另見
- An-124
- C-5
- 空中巴士A300-600ST
- 空中巴士A330-700L
- 波音747LCF
- 超級彩虹魚
- 休斯H-4大力神
- 太空梭運輸機
- 暴風雪號太空梭

## 外部連結
- . ANTONOV Company. （原始内容存档于2012-08-28） （英语）.
- YouTube上的安-225降落
- YouTube上的安-225起飛
- YouTube上的安-225被摧毀的報導